# مناواوراز زمان
مناواوراز زمان (انگلیسی: Munawwar uz Zaman؛ ۲ ژوئیه ۱۹۵۱ – ۲۸ ژوئیهٔ ۱۹۹۴) بازیکن هاکی روی چمن اهل پاکستان بود.